# Qualifications du tournoi féminin de handball aux Jeux olympiques d'été de 2024
 (décembre 2023).
Les qualifications du tournoi féminin de handball aux Jeux olympiques d'été de 2024 se tiennent entre novembre 2022 et avril 2024 et permettent de déterminer les douze équipes nationales féminines qualifiées pour la compétition. .

## Équipes nationales qualifiées
| Compétition                                  | Date                        | Lieu      | Place(s)  | Qualifiés           |
| -------------------------------------------- | --------------------------- | --------- | --------- | ------------------- |
| Pays organisateur                            | 13 septembre 2017           | Lima      | 1         | France              |
| Championnat d'Europe 2022                    | 4 au 20 novembre 2022       | /         | 1         | Danemark            |
| Tournoi asiatique de qualification olympique | 17 au 23 août 2023          | Japon     | 1         | Corée du Sud        |
| Tournoi africain de qualification olympique  | 12 au 14 octobre 2023       | Angola    | 1         | Angola              |
| Jeux panaméricains 2023                      | 24 au 29 octobre 2023       | Chili     | 1         | Brésil              |
| Championnat du monde 2023                    | 30 nov. au 17 décembre 2023 | /         | 1         | Norvège             |
| Tournoi mondial de qualification olympique 1 | 11 au 14 avril 2024         | Hongrie   | 2         | Hongrie, Suède      |
| Tournoi mondial de qualification olympique 2 | 11 au 14 avril 2024         | Espagne   | 2         | Pays-Bas, Espagne   |
| Tournoi mondial de qualification olympique 3 | 11 au 14 avril 2024         | Allemagne | 2         | Allemagne, Slovénie |
| Total                                        | Total                       | Total     | 12 places | 12 places           |

## Légende
Équipes qualifiées pour les JO
- Équipe qualifiée via cette compétition.
- Équipe qualifiée via une autre compétition.

Équipes qualifiées pour les TQO
- Équipe qualifiée via cette compétition.
- Équipe qualifiée via une autre compétition.

Autres cas
- Équipe ayant renoncé à sa qualification pour un TQO.
- Équipe non qualifiée.

## Championnat du monde 2023
Le vainqueur est directement qualifié pour les Jeux olympiques de 2024. La France, déjà directement qualifiée en tant que pays hôte, étant vainqueur de la compétition, la place directement qualificative pour les Jeux olympiques de 2024 est attribuée à la Norvège, l'autre finaliste.
| Rang                       | Équipe     | TQO  |
| -------------------------- | ---------- | ---- |
| Médaille d'or, monde       | France     | Hôte |
| Médaille d'argent, monde   | Norvège    | -    |
| Médaille de bronze, monde  | Danemark   | Euro |
| 4e                         | Suède      | QM1  |
| 5e                         | Pays-Bas   | QM2  |
| 6e                         | Allemagne  | QM3  |
| 7e                         | Monténégro | QM4  |
| 8e                         | Tchéquie   | QM5  |
| 9e                         | Brésil     | Am   |
| 10e                        | Hongrie    | QM6  |
| 11e à 32e : non qualifiées |            |      |

La France étant déjà qualifiée en tant que pays-hôte, c'est la Norvège qui obtient la place directement qualificative pour les Jeux olympiques de 2024. La Norvège étant également championne d'Europe, le Danemark récupère la place qualificative pour les Jeux olympiques de 2024 en tant que finaliste de cette compétition.
De plus, du fait de la présence parmi les neuf premiers de la France, du Danemark et du Brésil, déjà directement qualifiés pour les Jeux olympiques de 2024, la sixième place qualificative à un TQO est attribuée à la Hongrie, 10e.
Enfin, du fait de la présence de 8 équipes européennes en quart de finale et de la 9e place du Brésil, l'Europe et les Amériques sont les deux premiers continents et obtiennent deux places aux tournois de qualifications olympiques via les qualifications continentales. En revanche, l'Afrique (15e place de l'Angola) et l'Asie (17e place du Japon) sont donc classés comme respectivement le troisième et le quatrième continent et n'obtiennent qu'une place aux TQO :
| Rang | Continent | Compétition de qualification                 | TQO       |
| ---- | --------- | -------------------------------------------- | --------- |
| 1    | Europe    | Championnat d'Europe 2022                    | QC1 + QC5 |
| 2    | Amériques | Jeux panaméricains 2023                      | QC2 + QC6 |
| 3    | Afrique   | Tournoi africain de qualification olympique  | QC3       |
| 4    | Asie      | Tournoi asiatique de qualification olympique | QC4       |

## Qualifications continentales

### Championnat d'Europe 2022
Seize équipes participent au Championnat d'Europe disputé du 4 au 20 novembre 2022 dans trois pays de l'ex-Yougoslavie : Macédoine du Nord, Monténégro et Slovénie où a lieu la phase finale. Le vainqueur est directement qualifié pour les Jeux olympiques de 2024 tandis que les deux premières équipes non déjà qualifiées via le Championnat du monde 2023 obtiennent le droit de participer à l'un des trois tournois de qualification olympique.
| Rang                       | Équipe     | TQO  |
| -------------------------- | ---------- | ---- |
| Médaille d'or, Europe      | Norvège    | CM   |
| Médaille d'argent, Europe  | Danemark   | -    |
| Médaille de bronze, Europe | Monténégro | QM4  |
| 4e                         | France     | Hôte |
| 5e                         | Suède      | QM1  |
| 6e                         | Pays-Bas   | QM2  |
| 7e                         | Allemagne  | QM3  |
| 8e                         | Slovénie   | QC1  |
| 9e                         | Espagne    | QC5  |
| 10e à 16e : non qualifiées |            |      |

La Norvège étant directement qualifiée en tant que finaliste du championnat du monde en 2023, le Danemark obtient sa qualification directe en tant que finaliste de cette compétition tandis que ce sont la Slovénie et l'Espagne qui récupèrent les deux places à un des trois tournois de qualification olympique, respectivement dans le TQO n°3 et le TQO n°2.

### Tournoi asiatique de qualification olympique
Cinq équipes participent au tournoi asiatique de qualification olympique disputé à Hiroshima au Japon du 17 au 23 août 2023 sous la forme d'un mini-championnat. La compétition est jouée sous la forme d'une poule unique et le vainqueur est directement qualifié pour les Jeux olympiques de 2024 tandis que le deuxième obtient le droit de participer à l'un des trois tournois de qualification olympique.
|   | Équipe       | Pts | J | G | N | P | Bp  | Bc  | Diff | TQO |
| - | ------------ | --- | - | - | - | - | --- | --- | ---- | --- |
| 1 | Corée du Sud | 8   | 4 | 4 | 0 | 0 | 156 | 82  | 74   | -   |
| 2 | Japon        | 6   | 4 | 3 | 0 | 1 | 163 | 88  | 75   | QC4 |
| 3 | Chine        | 4   | 4 | 2 | 0 | 2 | 101 | 118 | -17  | -   |
| 4 | Kazakhstan   | 2   | 4 | 1 | 0 | 3 | 112 | 154 | -42  | -   |
| 5 | Inde         | 0   | 4 | 0 | 0 | 4 | 81  | 171 | -90  | -   |

La Corée du Sud, vainqueur de ce tournoi asiatique, est directement qualifiée pour les Jeux olympiques. Le Japon, deuxième, obtient le droit de participer à un tournoi de qualification olympique tandis que la Chine, le Kazakhstan et l'Inde sont éliminés.

### Tournoi africain de qualification olympique
Les quatre meilleures équipes du Championnat d'Afrique 2022 participent au tournoi africain de qualification olympique disputé à Luanda en Angola du 12 au 14 octobre 2023. La compétition est jouée sous la forme d'une poule unique et le vainqueur est directement qualifié pour les Jeux olympiques de 2024 tandis que le deuxième perdant obtient le droit de participer à l'un des trois tournois de qualification olympique.
|   | Équipe   | Pts | J | G | N | P | Bp | Bc | Diff | TQO |
| - | -------- | --- | - | - | - | - | -- | -- | ---- | --- |
| 1 | Angola   | 6   | 3 | 3 | 0 | 0 | 79 | 57 | 22   | -   |
| 2 | Cameroun | 3   | 3 | 1 | 1 | 1 | 59 | 63 | -4   | QC3 |
| 3 | Sénégal  | 2   | 3 | 1 | 0 | 2 | 62 | 60 | 2    | -   |
| 4 | Congo    | 1   | 3 | 0 | 1 | 2 | 57 | 77 | -20  | -   |

| Équipe 1 | Score           | Équipe 2 |
| -------- | --------------- | -------- |
| Cameroun | 21 – 21 (09–12) | Congo    |
| Angola   | 22 – 21 (11–11) | Sénégal  |
| Cameroun | 17 – 15 (07–06) | Sénégal  |
| Congo    | 15 – 30 (09–17) | Angola   |
| Sénégal  | 27 – 22 (16–13) | Congo    |
| Angola   | 27 – 21 (16–09) | Cameroun |

La hiérarchie du Championnat d'Afrique 2022 n'est pas bousculée : l'Angola, vainqueur de ce tournoi africain, est directement qualifié pour les Jeux olympiques tandis que le Cameroun, une nouvelle fois deuxième, obtient le droit de participer aux tournois de qualification olympique.
Néanmoins, à seulement deux jours du coup d'envoi des TQO, le Cameroun est contrainte de déclarer forfait, faute d'avoir réussi à obtenir les documents administratifs permettant son arrivée en Europe,. La Confédération africaine de handball n'ayant pas réussi à confirmer la présence d'une nouvelle équipe faute de temps en termes de logistique et de voyage, l'IHF a donc décidé d'attribuer une wild card exceptionnelle à une autre nation,.

### Jeux panaméricains 2023
Huit équipes participent aux Jeux panaméricains de 2023 (en) disputés à Viña del Mar au Chili du 21 octobre au 1er novembre 2023. Le vainqueur est directement qualifié pour les Jeux olympiques de 2024 tandis que les équipes classées deuxième et troisième obtiennent le droit de participer à des tournois de qualifications olympiques.
| Rang                         | Équipe    | TQO |
| ---------------------------- | --------- | --- |
| Médaille d'or, Amérique      | Brésil    | -   |
| Médaille d'argent, Amérique  | Argentine | QC2 |
| Médaille de bronze, Amérique | Paraguay  | QC6 |
| 4e à 8e : non qualifiées     |           |     |

Le Brésil, vainqueur, obtient sa qualification directe tandis que l'Argentine, finaliste, et le Paraguay, troisième, participeront à un des trois tournois de qualification olympique.

## Tournois mondiaux de qualification olympique
Sont qualifiées pour les tournois mondiaux de qualification olympique :
- six équipes en fonction de leur classement au championnat du monde 2023 (QM1 à QM6)
- six équipes issues des qualifications continentales (QC1 à QC6).

Ces équipes sont réparties comme suit :
| Tournoi mondial 1                                                                    | Tournoi mondial 2                                                   | Tournoi mondial 3                                                      |
| ------------------------------------------------------------------------------------ | ------------------------------------------------------------------- | ---------------------------------------------------------------------- |
| - QM1 : Suède - QM6 : Hongrie - QC3 : Cameroun - QC4 : Japon - WC* : Grande-Bretagne | - QM2 : Pays-Bas - QM5 : Tchéquie - QC2 : Argentine - QC5 : Espagne | - QM3 : Allemagne - QM4 : Monténégro - QC1 : Slovénie - QC6 : Paraguay |

*En conséquence du forfait du Cameroun et de l'impossibilité pour la Confédération africaine de handball de trouver une équipe remplaçante, la Fédération internationale de handball a décidé d'attribuer une wild card exceptionnelle à la Grande-Bretagne dans une logique de développement de la pratique mais aussi établir une situation "équitable" dans le tournoi mondial 1,.
Le 22 décembre 2023, l'IHF a dévoilé que ces tournois seraient organisés par la Hongrie (tournoi 1), l'Espagne (tournoi 2) et l'Allemagne (tournoi 3).
Seules les deux premières équipes de chaque tournoi sont qualifiées pour les Jeux olympiques.

### Tournoi mondial 1
| Rang | Équipe          | Pts | J | G | N | P | Bp  | Bc  | Diff | Qualification |
| ---- | --------------- | --- | - | - | - | - | --- | --- | ---- | ------------- |
| 1    | Hongrie (H)     | 6   | 3 | 3 | 0 | 0 | 114 | 64  | +50  | Qualifiées    |
| 2    | Suède           | 4   | 3 | 2 | 0 | 1 | 112 | 64  | +48  | Qualifiées    |
| 3    | Japon           | 2   | 3 | 1 | 0 | 2 | 99  | 88  | +11  | Éliminées     |
| 4    | Grande-Bretagne | 0   | 3 | 0 | 0 | 3 | 35  | 144 | −109 | Éliminées     |

| 11 avril 2024 15 h 30 | Hongrie             | 49 – 11     | Grande-Bretagne | Főnix Aréna, Debrecen Affluence : 2 189 Arbitrage : Lemes, Sosa |
| 11 avril 2024 15 h 30 | Dorottya Faluvégi 7 | (24 – 6)    | Lea Davies 4    | Főnix Aréna, Debrecen Affluence : 2 189 Arbitrage : Lemes, Sosa |
| 11 avril 2024 15 h 30 | ×1                  | Rapport IHF | ×3              | Főnix Aréna, Debrecen Affluence : 2 189 Arbitrage : Lemes, Sosa |

| 11 avril 2024 18 h 00 | Suède           | 35 – 28     | Japon             | Főnix Aréna, Debrecen Affluence : 1 643 Arbitrage : Brunner, Salah |
| 11 avril 2024 18 h 00 | Jenny Carlson 7 | (17 – 13)   | quatre joueuses 4 | Főnix Aréna, Debrecen Affluence : 1 643 Arbitrage : Brunner, Salah |
| 11 avril 2024 18 h 00 | ×2              | Rapport IHF | ×2                | Főnix Aréna, Debrecen Affluence : 1 643 Arbitrage : Brunner, Salah |

| 12 avril 2024 18 h 00 | Suède           | 25 – 28     | Hongrie          | Főnix Aréna, Debrecen Affluence : 3 679 Arbitrage : Kuttler, Merz |
| 12 avril 2024 18 h 00 | Jenny Carlson 7 | (11 – 15)   | Csenge Kuczora 8 | Főnix Aréna, Debrecen Affluence : 3 679 Arbitrage : Kuttler, Merz |
| 12 avril 2024 18 h 00 | ×2              | Rapport IHF | ×2 ×4            | Főnix Aréna, Debrecen Affluence : 3 679 Arbitrage : Kuttler, Merz |

| 12 avril 2024 20 h 30 | Japon           | 43 – 16     | Grande-Bretagne    | Főnix Aréna, Debrecen Affluence : 694 Arbitrage : García, Paolantoni |
| 12 avril 2024 20 h 30 | Sahara, Kinjo 7 | (25 – 9)    | Georgina Gowland 6 | Főnix Aréna, Debrecen Affluence : 694 Arbitrage : García, Paolantoni |
| 12 avril 2024 20 h 30 | ×4              | Rapport IHF | ×1 ×3              | Főnix Aréna, Debrecen Affluence : 694 Arbitrage : García, Paolantoni |

| 14 avril 2024 16 h 45 | Grande-Bretagne        | 8 – 52      | Suède              | Főnix Aréna, Debrecen Affluence : 1 222 Arbitrage : Lemes, Sosa |
| 14 avril 2024 16 h 45 | Katherine Kesselring 4 | (6 – 26)    | Nathalie Hagman 12 | Főnix Aréna, Debrecen Affluence : 1 222 Arbitrage : Lemes, Sosa |
| 14 avril 2024 16 h 45 | ×2                     | Rapport IHF | ×1 ×3              | Főnix Aréna, Debrecen Affluence : 1 222 Arbitrage : Lemes, Sosa |

| 14 avril 2024 19 h 15 | Hongrie           | 37 – 28     | Japon            | Főnix Aréna, Debrecen Affluence : 4 242 Arbitrage : García, Paolantoni |
| 14 avril 2024 19 h 15 | Katrin Klujber 11 | (18 – 11)   | Natsuki Aizawa 7 | Főnix Aréna, Debrecen Affluence : 4 242 Arbitrage : García, Paolantoni |
| 14 avril 2024 19 h 15 | ×1 ×3             | Rapport IHF | ×1               | Főnix Aréna, Debrecen Affluence : 4 242 Arbitrage : García, Paolantoni |

### Tournoi mondial 2
| Rang | Équipe      | Pts | J | G | N | P | Bp | Bc  | Diff | Qualification |
| ---- | ----------- | --- | - | - | - | - | -- | --- | ---- | ------------- |
| 1    | Pays-Bas    | 6   | 3 | 3 | 0 | 0 | 93 | 66  | +27  | Qualifiées    |
| 2    | Espagne (H) | 4   | 3 | 2 | 0 | 1 | 83 | 71  | +12  | Qualifiées    |
| 3    | Tchéquie    | 2   | 3 | 1 | 0 | 2 | 80 | 96  | −16  | Éliminées     |
| 4    | Argentine   | 0   | 3 | 0 | 0 | 3 | 78 | 101 | −23  | Éliminées     |

| 11 avril 2024 18 h 30 | Tchéquie              | 21 – 31     | Espagne           | Palais des sports, Torrevieja Affluence : 2 780 Arbitrage : A. Konjičanin, D. Konjičanin |
| 11 avril 2024 18 h 30 | Charlotte Cholevová 7 | (10 – 19)   | Mireya González 7 | Palais des sports, Torrevieja Affluence : 2 780 Arbitrage : A. Konjičanin, D. Konjičanin |
| 11 avril 2024 18 h 30 | ×5                    | Rapport IHF | ×4                | Palais des sports, Torrevieja Affluence : 2 780 Arbitrage : A. Konjičanin, D. Konjičanin |

| 11 avril 2024 21 h 00 | Pays-Bas           | 34 – 22     | Argentine      | Palais des sports, Torrevieja Affluence : 530 Arbitrage : Kurtagic, Wetterwik |
| 11 avril 2024 21 h 00 | Angela Malestein 6 | (19 – 16)   | Elke Karsten 6 | Palais des sports, Torrevieja Affluence : 530 Arbitrage : Kurtagic, Wetterwik |
| 11 avril 2024 21 h 00 | ×5                 | Rapport IHF | ×4             | Palais des sports, Torrevieja Affluence : 530 Arbitrage : Kurtagic, Wetterwik |

| 12 avril 2024 18 h 30 | Pays-Bas                  | 32 – 18     | Tchéquie            | Palais des sports, Torrevieja Affluence : 1 240 Arbitrage : H. El-Saied, Y. El-Saied |
| 12 avril 2024 18 h 30 | Malestein, van Wetering 7 | (18 – 6)    | Markéta Jeřábková 8 | Palais des sports, Torrevieja Affluence : 1 240 Arbitrage : H. El-Saied, Y. El-Saied |
| 12 avril 2024 18 h 30 | ×1 ×4                     | Rapport IHF | ×4                  | Palais des sports, Torrevieja Affluence : 1 240 Arbitrage : H. El-Saied, Y. El-Saied |

| 12 avril 2024 21 h 00 | Argentine      | 23 – 26     | Espagne            | Palais des sports, Torrevieja Affluence : 3 625 Arbitrage : Sekulić, Jovandić |
| 12 avril 2024 21 h 00 | Elke Karsten 8 | (14 – 14)   | Arcos, Gutiérrez 7 | Palais des sports, Torrevieja Affluence : 3 625 Arbitrage : Sekulić, Jovandić |
| 12 avril 2024 21 h 00 | ×3             | Rapport IHF | ×4                 | Palais des sports, Torrevieja Affluence : 3 625 Arbitrage : Sekulić, Jovandić |

| 14 avril 2024 15 h 30 | Tchéquie             | 41 – 33     | Argentine      | Palais des sports, Torrevieja Affluence : 1 630 Arbitrage : H. El-Saied, Y. El-Saied |
| 14 avril 2024 15 h 30 | Markéta Jeřábková 14 | (23 – 16)   | Elke Karsten 9 | Palais des sports, Torrevieja Affluence : 1 630 Arbitrage : H. El-Saied, Y. El-Saied |
| 14 avril 2024 15 h 30 | ×1 ×6                | Rapport IHF | ×1 ×2          | Palais des sports, Torrevieja Affluence : 1 630 Arbitrage : H. El-Saied, Y. El-Saied |

| 14 avril 2024 18 h 00 | Espagne                  | 26 – 27     | Pays-Bas           | Palais des sports, Torrevieja Affluence : 3 875 Arbitrage : Kurtagic, Wetterwik |
| 14 avril 2024 18 h 00 | María Prieto O'Mullony 9 | (15 – 15)   | Angela Malestein 8 | Palais des sports, Torrevieja Affluence : 3 875 Arbitrage : Kurtagic, Wetterwik |
| 14 avril 2024 18 h 00 | ×2 ×5                    | Rapport IHF | ×2 ×3              | Palais des sports, Torrevieja Affluence : 3 875 Arbitrage : Kurtagic, Wetterwik |

### Tournoi mondial 3
| Rang | Équipe        | Pts | J | G | N | P | Bp | Bc | Diff | Qualification |
| ---- | ------------- | --- | - | - | - | - | -- | -- | ---- | ------------- |
| 1    | Allemagne (H) | 6   | 3 | 3 | 0 | 0 | 96 | 69 | +27  | Qualifiées    |
| 2    | Slovénie      | 4   | 3 | 2 | 0 | 1 | 87 | 71 | +16  | Qualifiées    |
| 3    | Monténégro    | 2   | 3 | 1 | 0 | 2 | 80 | 83 | −3   | Éliminées     |
| 4    | Paraguay      | 0   | 3 | 0 | 0 | 3 | 59 | 99 | −40  | Éliminées     |

| 11 avril 2024 17 h 45 | Allemagne       | 31 – 25     | Slovénie    | Arena Ulm/Neu-Ulm, Neu-Ulm Affluence : 4 026 Arbitrage : Lovin, Stancu |
| 11 avril 2024 17 h 45 | Julia Maidhof 9 | (17 – 14)   | Ana Gros 11 | Arena Ulm/Neu-Ulm, Neu-Ulm Affluence : 4 026 Arbitrage : Lovin, Stancu |
| 11 avril 2024 17 h 45 | ×3              | Rapport IHF | ×3          | Arena Ulm/Neu-Ulm, Neu-Ulm Affluence : 4 026 Arbitrage : Lovin, Stancu |

| 11 avril 2024 20 h 15 | Monténégro      | 30 – 25     | Paraguay           | Arena Ulm/Neu-Ulm, Neu-Ulm Affluence : 5 500 Arbitrage : Koo, Lee |
| 11 avril 2024 20 h 15 | Dijana Mugoša 9 | (17 – 12)   | Fernanda Insfrán 9 | Arena Ulm/Neu-Ulm, Neu-Ulm Affluence : 5 500 Arbitrage : Koo, Lee |
| 11 avril 2024 20 h 15 | ×1 ×2           | Rapport IHF | ×1 ×2              | Arena Ulm/Neu-Ulm, Neu-Ulm Affluence : 5 500 Arbitrage : Koo, Lee |

| 13 avril 2024 14 h 15 | Allemagne       | 28 – 24     | Monténégro         | Arena Ulm/Neu-Ulm, Neu-Ulm Affluence : 4 269 Arbitrage : Álvarez, Bustamante |
| 13 avril 2024 14 h 15 | Julia Maidhof 9 | (11 – 7)    | Matea Pletikosić 9 | Arena Ulm/Neu-Ulm, Neu-Ulm Affluence : 4 269 Arbitrage : Álvarez, Bustamante |
| 13 avril 2024 14 h 15 | ×3              | Rapport IHF | ×2                 | Arena Ulm/Neu-Ulm, Neu-Ulm Affluence : 4 269 Arbitrage : Álvarez, Bustamante |

| 13 avril 2024 16 h 45 | Slovénie        | 32 – 14     | Paraguay       | Arena Ulm/Neu-Ulm, Neu-Ulm Affluence : 1 800 Arbitrage : Karim et Raouf Gasmi |
| 13 avril 2024 16 h 45 | Tamara Mavsar 6 | (17 – 8)    | Fátima Acuña 4 | Arena Ulm/Neu-Ulm, Neu-Ulm Affluence : 1 800 Arbitrage : Karim et Raouf Gasmi |
| 13 avril 2024 16 h 45 | ×4              | Rapport IHF | ×4             | Arena Ulm/Neu-Ulm, Neu-Ulm Affluence : 1 800 Arbitrage : Karim et Raouf Gasmi |

| 14 avril 2024 13 h 30 | Paraguay           | 20 – 37     | Allemagne       | Arena Ulm/Neu-Ulm, Neu-Ulm Affluence : 4 294 Arbitrage : Lovin, Stancu |
| 14 avril 2024 13 h 30 | Fernanda Insfrán 8 | (13 – 19)   | Jenny Behrend 6 | Arena Ulm/Neu-Ulm, Neu-Ulm Affluence : 4 294 Arbitrage : Lovin, Stancu |
| 14 avril 2024 13 h 30 | ×1 ×3              | Rapport IHF | ×4              | Arena Ulm/Neu-Ulm, Neu-Ulm Affluence : 4 294 Arbitrage : Lovin, Stancu |

| 14 avril 2024 16 h 00 | Monténégro      | 26 – 30     | Slovénie       | Arena Ulm/Neu-Ulm, Neu-Ulm Affluence : 2 900 Arbitrage : Karim et Raouf Gasmi |
| 14 avril 2024 16 h 00 | Dijana Mugoša 7 | (11 – 14)   | Gros, Stanko 7 | Arena Ulm/Neu-Ulm, Neu-Ulm Affluence : 2 900 Arbitrage : Karim et Raouf Gasmi |
| 14 avril 2024 16 h 00 | ×1 ×5           | Rapport IHF | ×6             | Arena Ulm/Neu-Ulm, Neu-Ulm Affluence : 2 900 Arbitrage : Karim et Raouf Gasmi |